# Paraphrynus macrops
Espèce
Synonymes
- Tarantula macrops Pocock, 1894

Paraphrynus macrops est une espèce d'amblypyges de la famille des Phrynidae.

## Distribution
Cette espèce se rencontre en Amérique du Sud.

## Description
Le mâle holotype mesure 19 mm.

## Publication originale
- Pocock, 1894 : Notes on the Pedipalpi of the family Tarantulidae contained in the collection of the British Museum. Annals and Magazine of Natural History, sér. 6, vol. 14, p. 273-298 (texte intégral).